# Kalesa

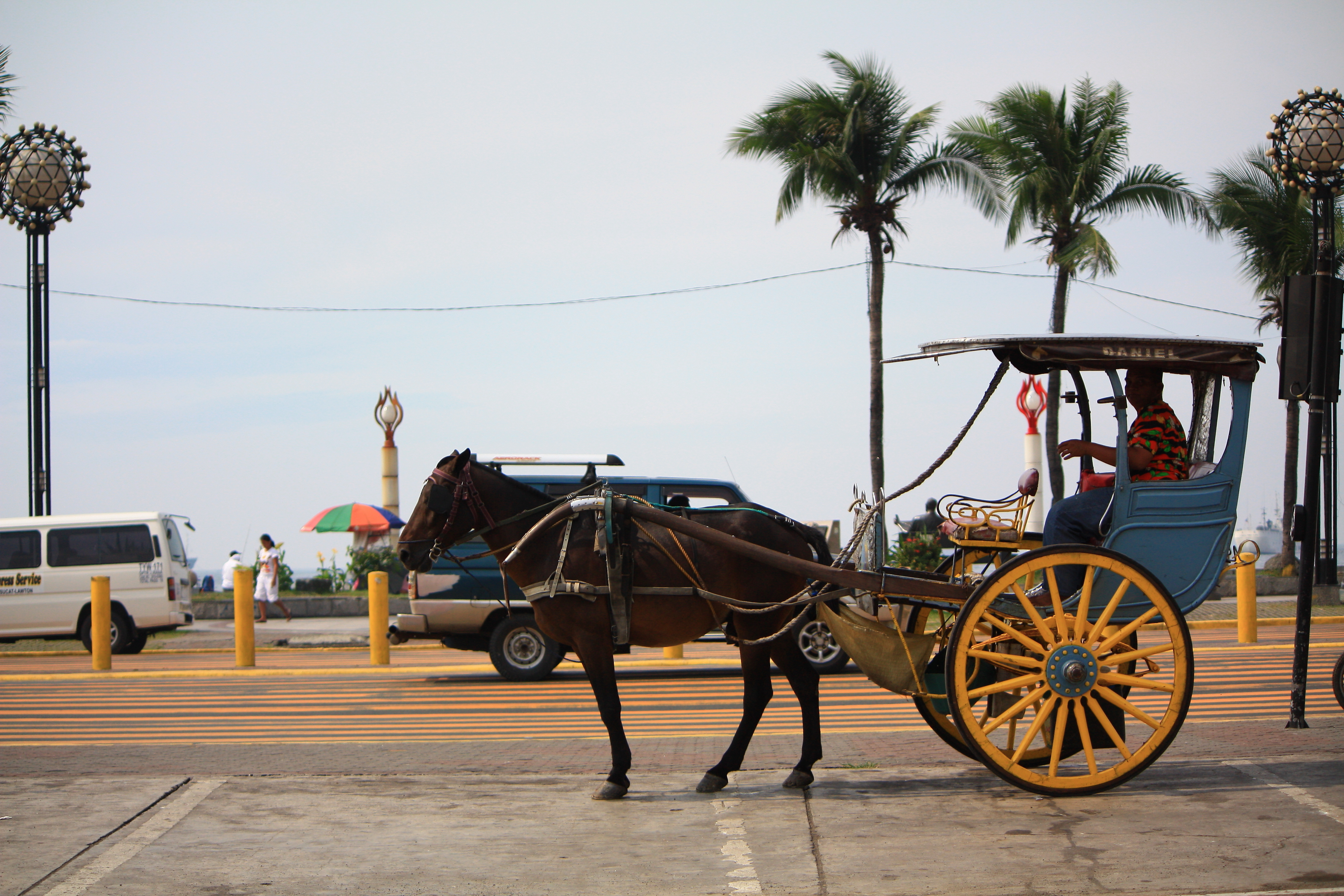
Una kalesa en Manila

Una kalesa (también conocida como calesa, carromata o caritela en español filipino) es un carruaje de dos ruedas tirado por caballos que se utiliza en Filipinas. Por lo general, está pintado y decorado con colores vivos. Fue un modo principal de transporte público y privado durante la época colonial de Filipinas, aunque en los tiempos modernos, en gran parte ya solo sobreviven como atracciones turísticas.

## Historia
La kalesa (de la palabra española calesa) fue introducida por primera vez en Filipinas en el siglo XVIII por los españoles. Se convirtió en el principal medio de transporte público y privado en Filipinas hasta principios del siglo XX. También se utilizó para el transporte de mercancías.
El uso de la kalesa disminuyó rápidamente después de la Segunda Guerra Mundial, cuando el transporte público masivo fue asumido en gran parte por jeepneys y mototaxis. Las kalesas en los tiempos modernos se utilizan en gran medida solo como atracciones turísticas.

## Descripción

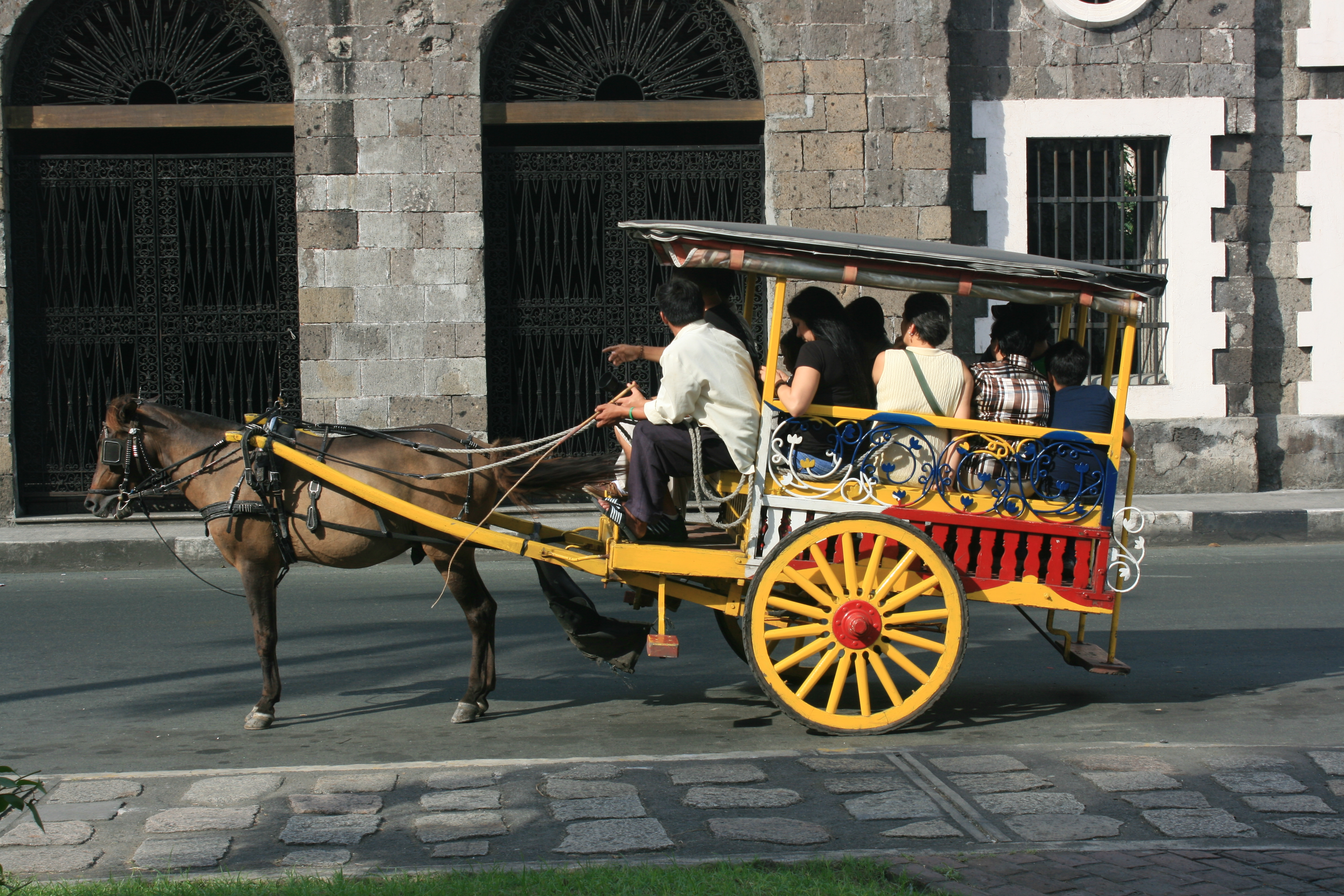
Una tartanilla en Intramuros (Manila). Estas aparecieron en la época colonial estadounidense y se diferencian en que tienen dos bancos orientados hacia los lados en lugar de asientos de pasajeros orientados hacia adelante.

La kalesa parece un carro inclinado de dos ruedas y está tirada por un solo caballo. Está hecha de madera, metal o una combinación de ambos. Tradicionalmente, tenía un solo banco orientado hacia adelante con capacidad para dos pasajeros. El conductor de kalesa comúnmente llamado kutsero (cochero en español) se sienta en el asiento del conductor al frente. Tanto el conductor como los pasajeros están encerrados por un toldo que se origina en la parte trasera de la cabina.
Las kalesas de la época de la ocupación estadounidense con dos bancos laterales (cada uno con capacidad para dos pasajeros) se conocen como tartanilla. En las versiones modernas, pueden acomodar de 8 a 10 personas. Siguen siendo una forma icónica de transporte en la ciudad de Cebú.
Las versiones grandes de cuatro ruedas de la kalesa se conocían como karwahe (carruaje en español) mientras que los carros tirados por carabaos (generalmente utilizados para transportar cargas) se conocían como garetas o kareton (carretas y carretón en español).
Hoy en día se pueden ver kalesas en ciudades como Manila, la capital de Filipinas.